# Giuliano ben Sabar
Giuliano ben Sabar (conosciuto anche come Giuliano ben Sahir, in latino Iulianus Sabarides; ... – 531) fu un capo messianico dei Samaritani.
Si ritiene che sia stato il Taheb che guidò una fallita rivolta contro l'Impero romano d'Oriente  all'inizio del VI secolo.

## Biografia
Nel 529 Giuliano guidò una rivolta contro l'Impero romano d'Oriente governato da Giustiniano I, a causa della legislazione che bandiva la religione samaritana, secondo Procopio di Cesarea, anche se Cirillo di Scitopoli affermò che era a causa di tensioni con i cristiani.
Giuliano si dichiarò re d'Israele, prendendo a modello Geroboamo, e guidò un esercito samaritano a devastare le città di Scythopolis, Cesarea marittima, Neapolis, Betlemme ed Emmaus. Nel 530 era riuscito a conquistare praticamente tutta la Samaria. La rivolta fu caratterizzata da massacri su larga scala di cristiani e dalla distruzione di chiese.
Giustiniano si avvalse dell'aiuto dei Ghassanidi e nel 531 la ribellione fu sedata. Lo stesso Giuliano fu decapitato secondo Teofane Confessore. Decine di migliaia di samaritani furono uccisi e ridotti in schiavitù e molti furono venduti come schiavi in tutto il Medio Oriente. Altri furono venduti fino alla Persia sassanide, dove i loro discendenti sarebbero stati coinvolti nell'invasione persiana del Levante circa ottantacinque anni dopo.
La rivolta di Giuliano è stata paragonata alla Rivolta di Bar Kokhba di 400 anni prima. Entrambe le rivolte contro l'occupazione imperiale straniera, guidate da un autoproclamato Messia/Taheb, ebbero inizialmente successo, per poi essere brutalmente sedate. Tuttavia, a differenza degli ebrei, la comunità samaritana non si riprese mai dalla pulizia etnica e fu ulteriormente ridotta a una minoranza in Samaria dopo le persecuzioni del tardo Medioevo da parte dei Mamelucchi.